# اللغة البلنتية
البلنتية لغة البلنتيين في السنغال وغامبيا وغيرها من بلاد غرب إفريقيا. وتكتب بالحروف العربية واللاتينية.